# Gyüreg
 Gyüreg, 1910-ig Gyirok (románul:  Giroc, németül:  Girock vagy Kirok) falu Romániában, a Bánságban, Temes megyében.

## Nevének eredete
Nevét Kiss Lajos a György személynév ómagyar Györök alakváltozatából eredezteti.[forrás?]
Először 1371-ben Gyrug, 1569-ben (egy arab betűs defterben) G'urıq, 1717-ben Jurok. 1723–25-ben Jurak, 1783-ban pedig Diurak alakban írták. Nevét az 1900-as években a község tiltakozása ellenére változtatták meg.

## Fekvése
A 2000-es évekig Temesvártól két kilométerre délre feküdt, de a Florilor lakónegyed megépülése tulajdonképp összekötötte a várossal.

## Népessége

### Etnikai és vallási megoszlás
- 1900-ban 2215 lakosából 1979 volt román, 117 német és 114 magyar anyanyelvű; 1981 ortodox, 199 római katolikus, 18 izraelita és 12 evangélikus vallású.
- 2002-ben 2291 lakosából 2202 volt román, 41 magyar, 23 cigány és 10 német nemzetiségű; 1983 ortodox, 122 baptista, 108 pünkösdista és 43 római katolikus vallású.

## Története
Határában, a Temes mellett bronzkori földvár található. 1569-ben és 1579-ben pusztaként tüntették fel. 1717-ben hetven házból állt, 1727-ben 47 ortodox család, 1838–40-ben 2400 ortodox hívő lakta. Földesura a jobbágyfelszabadításig az államkincstár volt. 1874-ben, majd 1912–13-ban építették meg a falutól öt–hat kilométerre délre, a falu határában a Temes folyó töltését. Első sváb lakói 1865 és 1870 között települtek be földbérlőként és iparosként, később 1910–12-ben egy tönkrement nagybirtok helyén vásárolt (meglehetősen rossz minőségű) földet az a tizenkét–tizenöt sváb család, akik a falutól kb. egy kilométerre egy saját tanyaközpontot hoztak létre. Ők az 1921-es földreformot követően települtek be a faluba, főként a déli részébe. A faluban élő katolikus németek és magyarok 1971-ban illegálisan szentelték fel az egy lakóház helyére épült templomukat. A helybeli ortodox tanító 1897-ben népbankot szervezett. A századfordulótól a második világháborúit téglagyár működött benne. A két világháború között sok lakója szamárháton tejet szállított az erzsébetvárosi piacra. Baptista közössége 1956-ban alakult. Az 1960-as években Bihar megyeiek, a 70-es években ezenkívül erdélyiek és moldvaiak is beköltöztek. 1977-ben Temesvárhoz csatolták a második világháború után beépült Besenyei-pusztát.

## Nevezetességek
- A falu melletti erdőben egy bronzkori földvár maradványait tárták fel. A lelőhely a romániai műemlékek jegyzékében a TM-I-s-B-06061 sorszámon található.[6]
- Szent Demeternek szentelt ortodox temploma 1759-ben épült, falfestményei a 19. század első feléből valók. (TM-II-m-B-06235)[6]
- 2000 után horgász- és pihenőhellyé alakították a falutól délre fekvő Gărbărit-tavat. Ugyanekkor a falutól északra lecsapolták a Cătana-tavat.
- Határában görögkatolikus kolostor épül.[7]